# Луций Юлий Прокулиан
Луций Юлий Прокулиан (лат. Lucius Iulius Proculianus) — римский политический деятель второй половины II века.
По одной из версий, отцом Прокулиана был легат, пропретор Верхней Дакии в 153—157 годах Луций Юлий Прокул. О карьере Прокулиана известно лишь то, что в 179 году он занимал должность консула-суффекта вместе с Манием Ацилием Вибием Фаустином. Дальнейшая его биография неизвестна.